# Protea enervis
Protea enervis är en tvåhjärtbladig växtart som beskrevs av Hiram Wild. Protea enervis ingår i släktet Protea och familjen Proteaceae. Inga underarter finns listade i Catalogue of Life.